# Era Querimònia
La Querimonia (en occitano: Querimònia) es un documento legal escrito en latín que detalla la autonomía política y administrativa concedida al valle de Arán (Cataluña, España) por Jaime II de Aragón en 1313. El valle mantuvo un estatus especial hasta 1834, cuando la reina regente María Cristina de las Dos Sicilias impuso la integración del valle con la provincia de Lérida. En 1990, los araneses volvieron a conseguir cierta autonomía cuando la comunidad autónoma de Cataluña delegó competencias al gobierno local, otorgándole el control sobre educación, sanidad, cultura, medio ambiente, agricultura y turismo.

## Derechos
La querimonia confirmó y cedió a los araneses los siguientes derechos:
- La propiedad común libre y explícita de los araneses sobre sus montañas sin tributo ni subsidio; con libertad de pasto para todos los prados y campos
- El uso libre de los bosques
- El uso libre del agua, tanto para riego como para molinos
- La libertad de pescar y cazar
- La exención de toda servidumbre, carga e imposición real
- El reconocimiento de la tradicional convinença aranesa[n 1] y la torneria.[n 2]

A cambio, los araneses se comprometían a pagar un tributo una vez al año al rey llamado el Galin Reiau, consistente en una cantidad de trigo por habitante del valle.